# Friedrich von Mentzingen

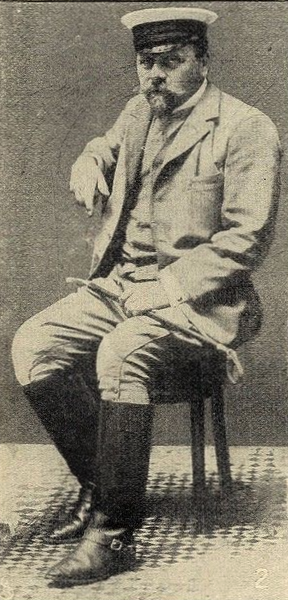
Friedrich Freiherr von und zu Mentzingen, deutscher Gesandter in Marokko (1903)

Friedrich von Mentzingen (* 25. August 1858 in Menzingen; † 27. Juni 1922 in Hugstetten) war ein deutscher Diplomat.

## Leben
Friedrich von Mentzingen war einer der Herren von Mentzingen. Am 7. Februar 1904 hatte der Pasha von Fès, einen Mochalat, einen örtlichen Vertreter eines deutschen Unternehmens in Haft nehmen lassen. Von Mentzingen verhandelte in diesem Fall mit dem marokkanischen Außenminister Abdelkrim ben Sliman.

## Veröffentlichungen
- Literatur von und über Friedrich von Mentzingen im Katalog der Deutschen Nationalbibliothek